# ジャッキー・ロビンソン
ジャック・ルーズベルト・ロビンソン（Jack Roosevelt Robinson, 1919年1月31日 - 1972年10月24日）は、アメリカ合衆国ジョージア州カイロ出身のプロ野球選手（内野手）。ロビンソンの背番号「42」は、MLB全球団共通の永久欠番となっている。

## 概要
1890年頃以降、有色人種排除の方針が確立されていたMLBで、アフリカ系アメリカ人選手としてデビューし活躍。様々なタイトルや賞を獲得し、輝かしい功績を残したことで有色人種のメジャーリーグ参加の道を開いた。
ただし、一般的に「黒人初のメジャーリーガー」といわれる文献が多いが、厳密にはMLBが体制を整備し終えた1900年以降の「近代メジャーリーグ」を対象とした呼び名である。アフリカ系アメリカ人のメジャーリーガーは、1884年にアメリカン・アソシエーションのトレド・ブルーストッキングスでプレーしたモーゼス・フリート・ウォーカーが最初であるとされている。

## 経歴

### 生い立ち
1919年1月31日ジョージア州カイロで5人兄弟の末っ子として生まれる。祖父はアフリカから連れてこられた奴隷である。生後6カ月の頃に父が蒸発したため、カリフォルニア州パサデナへ移住した。母はメイドとして働いたが、週8ドルの収入では家族を養うことができなかったため、生活保護を受けた。
兄のマシューは1936年ベルリンオリンピックの200m走で銀メダルを獲得。ロビンソンもスポーツ選手として頭角を現し、アメリカンフットボール、バスケットボール、野球、陸上の4つのスポーツで奨学金をもらい、高校へ進学。

### 短大・UCLA時代

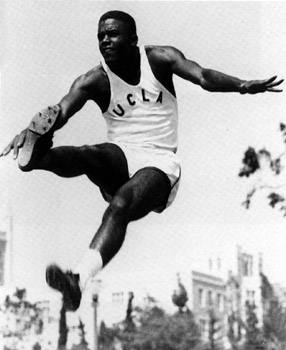
幅跳びをするUCLA時代のジャッキー

1937年にパサディナ短期大学（現・パサディナ市立大学）へ進学し、1938年には午前に走幅跳で優勝し、午後に野球の試合に出場して優勝することもあった。
その後、多くの大学から奨学金を提示されたが、最も条件の良い大学ではなく、自宅から通える事を理由に、1939年からはカリフォルニア大学ロサンゼルス校（UCLA）へ進学した。UCLAでは野球の他にバスケットボール、フットボール、陸上競技でも活躍し学内表彰されている。1940年の陸上のNCAAチャンピオンシップで走り幅跳びで優勝。バスケットボールではウディ・ストロード、ケニー・ワシントン、レイ・バートレットともチームメートだった。UCLAでは将来、妻となるレイチェルと出会った。ロビンソンは黒人が仕事に就くのに学問が役に立たないと考え、母やレイチェルの反対を押し切り、1941年3月に名誉退学する。
名誉退学後はフランクリン・ルーズベルトの妻エレノアが推進する青年局（National Youth Administration）でスポーツ指導者として働くことになる。しかし青年局の事業は第二次世界大戦が始まると閉鎖した。仕事を失ったロビンソンは、人種統合されたセミプロのフットボールチーム、ホノルル・ベアーズへ入団し、平日は建設会社で働き、日曜はフットボールの生活を続けた。フットボールのシーズンが11月に終わり、1941年12月5日にカリフォルニアへ帰省した。

### 軍人として
アメリカが第二次世界大戦に参戦したことに伴い、ロビンソンは徴兵され、1942年5月にカンザス州フォートライリーで訓練を受けることになる。ロビンソンは射的の名手として評価され、知性やスポーツでの好成績、大学時代の教育など幹部候補生学校の候補として秀でていた。入学試験を受けたロビンソンや他の黒人たちは、試験に合格したこと以外何も知らされないまま3か月間待たされた。その頃にボクシング世界ヘビー級王者であるジョー・ルイスがライリー基地に異動してきた。ルイスは白人に発言力を持っており、ロビンソンがルイスに幹部候補生学校について相談すると、ルイスは政府の権力者に訴え、ロビンソンは幹部候補生学校入学を許可された。
1943年1月28日に学校を卒業し、少尉になった。軍ではさまざまな基地がスポーツチームを持っていて、たがいに試合をしたり、大学チームともしていたが、黒人であるロビンソンはプレイできなかった。人種統合された陸軍のフットボールチームでは、練習はできたが、黒人であるということを理由で試合には出られずにいた。また、試合に出場できない理由にロビンソンは右足に大きなけがをしており、軍隊の任務をこなすのに不適格とされ、任務を一部制限されていた。
1944年4月13日にロビンソンを含む数人の黒人将校が人種隔離の厳しいテキサス州フォートフッドへ配置転換された。テキサス州ではジム・クロウ法が強制されており、同年7月6日にバスで白人の運転手がロビンソンに対し、黒人用の座席へ移動を命じたが、陸軍ではバスの中での人種隔離を禁止しており、ロビンソンは移動を拒否した。運転手は憲兵を呼び、ロビンソンは詰め所へ連れていかれた。尋問が終わると、8月2日に軍法会議にかけられた。会議は結局9人の裁判官全員がロビンソンを無罪とした。ロビンソンは陸軍に除隊を申し出ると、ケンタッキー州のキャンプ・ブレッキンリッジへ転属され、1944年11月に名誉除隊となるまで黒人のスポーツチームのコーチを務めた。

### ニグロリーグ

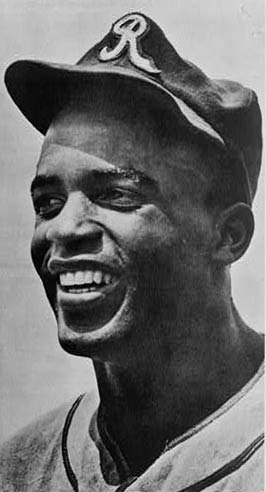
カンザスシティ・モナークス時代のロビンソン

1945年にニグロリーグのカンザスシティ・モナークスに入団。トライアウトの結果、球団は月給300ドルを提示したが、ロビンソンは月給400ドルを要求し、この要求は受け入れられた。4月からモナークスでプレイしていたが、4月16日にロビンソンを含む3人の黒人選手はボストン・レッドソックスのトライアウトに参加。レッドソックスは彼らのプレイを評価したが、契約には至らなかった。
ロビンソンはチーム最高の打率.345を記録した。なお、ニグロリーグでは正確な記録が残っていないため、資料によっては打率.387ともされる。ニグロリーグのオールスターゲームに遊撃手として先発出場した。ニグロリーグでは収入を得るため練習よりも試合を少しでも多く行っており、モナークスはナイター設備が導入されていたため、昼夜試合をしていた。ホテルは黒人客を受け入れないため、選手はバスが食堂・寝室だった。大学時代には練習やスケジュールが組織的に管理されていたため、このニグロリーグの環境に適応できずにいた。

### マイナー・リーグ
1945年にブルックリン・ドジャースの会長ブランチ・リッキーに誘われる。リッキーは優秀な選手を欲していたが、その供給源としてニグロリーグの黒人選手に求めた。スカウトのジョージ・シスラーからロビンソンの推薦を受けたリッキーはその確認に行き、現地で評判を調べた。耳にした批判は、黒人への差別にはたちどころに抗議をすることだった。
リッキーがロビンソンに最も求めたことは差別を受けた時に「やり返さない勇気を持つ」ことだったという。1945年8月23日に契約金3,500ドル、月給600ドルの契約でドジャースの傘下のAAA級モントリオール・ロイヤルズへ入団。その時にリッキーは「君はこれまで誰もやっていなかった困難な戦いを始めなければならない。その戦いに勝つには、君は偉大なプレーヤーであるばかりか、立派な紳士でなければならない。仕返しをしない勇気を持つんだ」とロビンソンに言い、右の頬を殴った。ロビンソンは「頬はもう一つあります。ご存じですか」と答えたという。10月23日、ロビンソンがモントリオール・ロイヤルズへ入団したことを発表した。なお当時は遊撃手であったが、送球に難があるため一塁手にコンバートした。
1946年2月10日にレイチェルと結婚。同年に長男、1950年に長女、1952年に次男が誕生。
1946年3月17日にアフリカ系アメリカ人として20世紀初の入場料を必要としたオープン戦に出場。オープン戦の期間中、ディープサウス地域では白人と黒人が一緒にプレイすることを禁止する条例があるところもあり、数試合が中止に追い込まれた。
1946年4月18日にインターナショナルリーグが開幕。ロビンソンは打席に立ち、黒人選手としてインターナショナルリーグでは57年ぶり、他の野球機構のマイナーリーグを含めても48年ぶりのことだった。この年、ロビンソンが記録した打率.349・113打点はリーグ1位で、打率は球団新記録となった。ロイヤルズはリーグ優勝を果たし、球団史上最多の80万人の観客を動員。プレイオフでも10月4日にロイヤルズの本拠地モントリオールで優勝し、ファンはこの勝利でロビンソンを抱きしめたり、肩に担ぎあげたりして他の選手と走りまわった。

### メジャー・デビュー

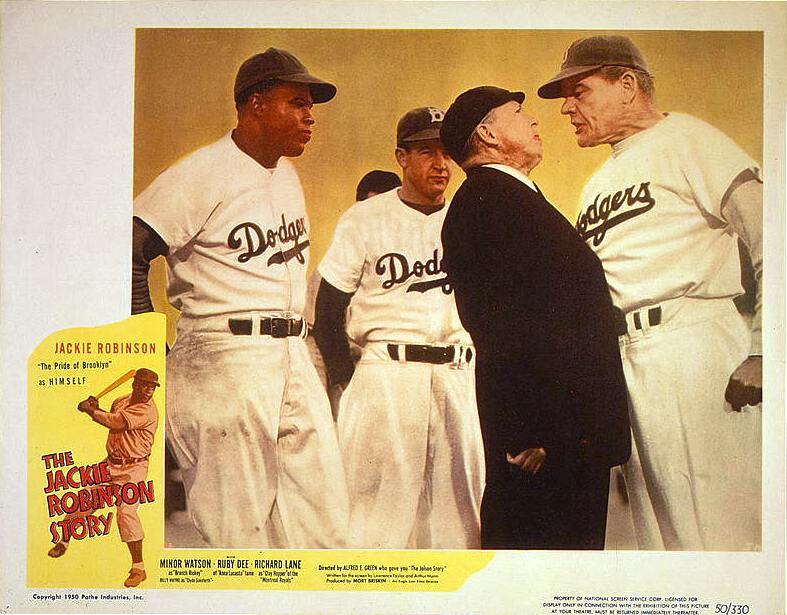
1950年にはロビンソンの伝記映画「ジャッキー・ロビンソン物語」が公開された

1947年4月10日、ドジャースは「モントリオールのジャック・ルーズベルト・ロビンソンをメジャーに昇格させる。彼は直ちにチームに合流するだろう」と発表。開幕戦の4月15日に本拠地のエベッツ・フィールドには26,623人の観客のうち半数以上の14,000人はロビンソンを見ようとする黒人だった。そしてロビンソンはアフリカ系アメリカ人のメジャーリーガーとしては1884年のモーゼス・フリート・ウォーカー以来63年ぶりにメジャーデビューを果たした。
MLBのオーナー会議ではドジャースを除く全15球団がロビンソンがメジャーでプレイすることに反対しており、フィラデルフィア・フィリーズはドジャースとの対戦を前にロビンソンが出場するなら対戦を拒否すると通告したり、セントルイス・カージナルスもスター選手のイーノス・スローターが中心となってストライキを扇動して脅したりした。それに対し、ハッピー・チャンドラーコミッショナーはドジャースを支持し、フォード・フリックナショナルリーグ会長は対戦を拒否したら出場停止処分を課すと発表し、問題の鎮静化を図った。監督のレオ・ドローチャーは「自分は選手の肌が黄色であろうと黒であろうと構わない。自分はこのチームの監督である。優秀な選手であれば使う。もし自分に反対する者がいたら、チームを出て行ってほしい」と語った。
ボブ・フェラーは当時人種差別を抜きにしてロビンソンのメジャーデビューについては否定的だった。フェラーはロビンソンのメジャーデビューを宣伝目的であると考えており、「彼は力不足だ。良い打者になるには筋肉があまりにつきすぎている。もしも彼が白人であったら果たしてスカウトは彼を拾っただろうか」と述べている。
開幕前、チームメイトのなかにはロビンソンとプレイするのを嫌がって移籍した選手もいたが、ロビンソンは常に紳士的に振る舞い、シーズンが始まるとトレードを志願していたディクシー・ウォーカーがロビンソンに打撃や守備について教えるようになるなど、シーズン終了時にはチームメイト・監督・報道陣から受け入れられるようになった。9月23日にはエベッツ・フィールドでジャッキー・ロビンソンデーが開催された。シーズンでは一塁手として打率.297・12本塁打・48打点・29盗塁という成績を残してチームの優勝にも貢献し、同年より制定された新人王を受賞した。
1948年からは二塁手として出場。体重の増加に伴い、走力が落ちたため、レオ・ドローチャー監督から批判され、ウェイバー公示にかけられた。6月24日に本塁打を放ってからはスランプを脱出し、チーム1位となる打率.296・85打点を記録。8月24日にストライクの判定をめぐってロビンソンとチームメイトは抗議し続けたため、審判は警告。ロビンソンだけはその後も抗議し続けたため退場させられた。ロビンソンは「黒人という理由で退場させられなかったためうれしかった」という。
ポール・ロブスンが「アメリカの黒人はたとえソ連と戦争になってもアメリカのために戦わないだろう」と発言したため、アメリカ合衆国下院の下院非米活動委員会で発言への抗議を求められた。ロブスンは1943年にケネソー・マウンテン・ランディスコミッショナーやMLBのオーナーたちにジムクロウを廃止するように抗議していたため、証言台に立つべきか悩むも、証言台に立つことを決断。1949年7月8日に共産主義者が黒人たちに抗議するように扇動していることは誤解であることと、ロブスンでも1500万人のアフリカ系アメリカ人を代表して発言することができないと主張した。
1949年は自己最高の打率.342・37盗塁を記録し、首位打者と盗塁王を獲得。MVPに選出された。黒人選手としてロイ・キャンパネラ、ドン・ニューカム、ラリー・ドビーと共に初のオールスターゲームに出場を果たし、1954年まで6年連続でオールスターに出場した。また、1949年から6年連続で3割を達成している。1950年1月24日に球団史上最高額の35,000ドルで契約。

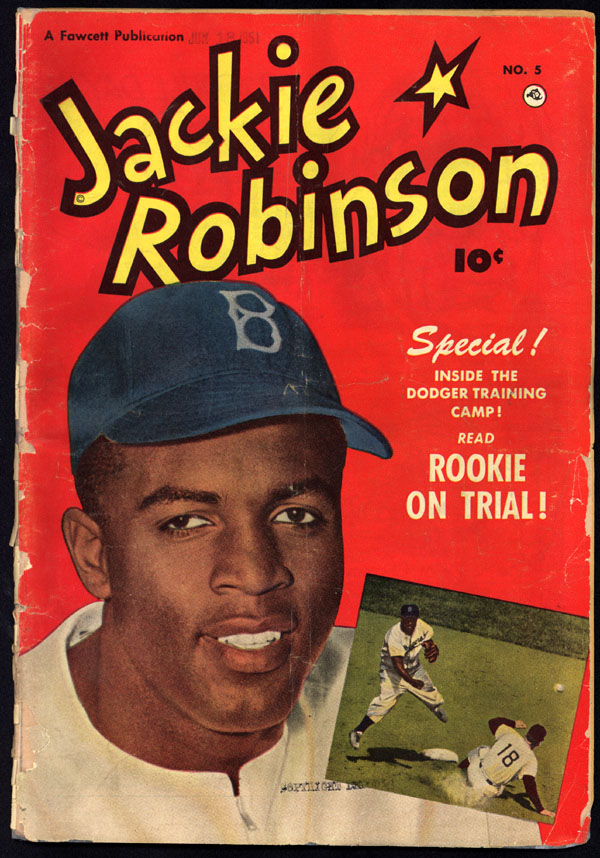
雑誌の表紙を飾るロビンソン（1951年）

1950年シーズン終了後にリッキーはピッツバーグ・パイレーツのゼネラルマネージャーに就任。その頃からドジャースのフロントとのトラブルを抱えるようになり、黒人であるロイ・キャンパネラと比較され、攻撃的であるとロビンソンは批判された。1953年にテレビ番組『若者が知りたいこと (Youth Wants to Know)』に出演した際に、ヤンキースに黒人選手がいないので人種差別しているかという質問に、ロビンソンは「ヤンキースのフロントは黒人を差別していて、ニューヨークで唯一、一人も黒人選手を雇っていない球団である」と発言したため、記者からは怒りを買うことになった。
1955年は自己最少の105試合の出場で、打率.256・8本塁打・36打点と自己最低の成績に終わったが、ワールドシリーズではニューヨーク・ヤンキースを破り、球団史上初のワールドチャンピオンの一員となった。
1956年シーズンは117試合に出場し、打率.275・10本塁打・43打点の成績を挙げた。ワールドシリーズではニューヨーク・ヤンキースに敗れたが、その後に開催された日米野球ではドジャースの一員として初来日し、日本各地を転戦した。そして日米野球終了後の12月13日にディック・リトルフィールドと35,000ドルでニューヨーク・ジャイアンツへの移籍が持ち上がるが、「ドジャースにいられないならば」と翌年の1月23日に現役引退を表明した。

### 引退後
引退後、公民権運動に積極的に参加。チョックフル・オ・ナッツ（Chock full O'nuts）の副社長や全米黒人地位向上協会（NAACP）の自由基金運動の議長に就任。NAACPの創設者であるジョエル・E・スピンガーンが創設したスピンガンメダルを1956年に受賞している。

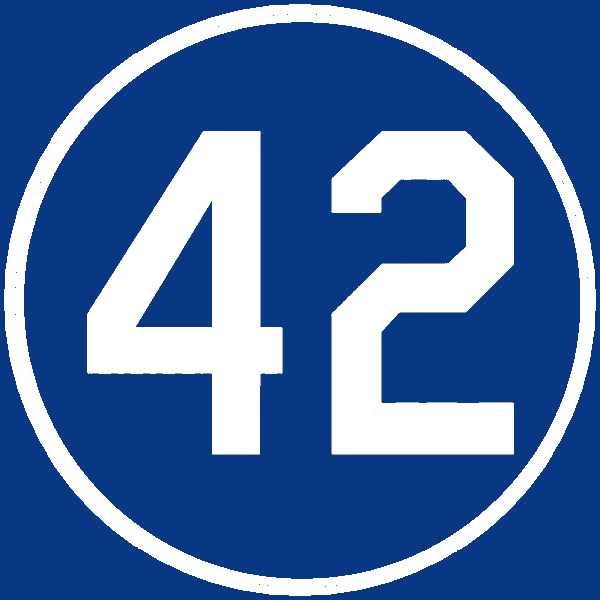
ロビンソンの背番号「42」。
ロサンゼルス・ドジャースの永久欠番に1972年指定。

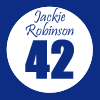
ロビンソンの背番号「42」。
MLB全球団の永久欠番に1997年指定。

1962年には1939年のルー・ゲーリッグ以来となる有資格初年度で野球殿堂入りを果たす。1972年6月4日、ロビンソンはロイ・キャンパネラの『39』、サンディー・コーファックスの『32』と共に自身の背番号『42』がドジャース初の永久欠番に指定された。
引退後、糖尿病により視力が落ち、関節炎や軟骨剥離に苦しむ。1963年1月に左足の手術を受けている。永久欠番の式典に出席した時には杖なしで歩けず、右目は失明していた。1971年6月27日には長男であるロビンソン・ジュニアを交通事故で亡くしてしまう。
1972年10月15日、この年のワールドシリーズ第2戦が行われるオハイオ州シンシナティのリバーフロント・スタジアムにおいて、試合開始前に「黒人メジャーリーグ進出25年祭」が行われた。ロビンソンはレイチェル夫人と並んでダイヤモンドに立った。そして、ボウイ・キューンコミッショナーが歴代アメリカ合衆国大統領の中でも屈指の野球好きとして知られるリチャード・ニクソン大統領のメッセージを代読した。「彼こそは黒人最高の万能選手だった」と。髪はすっかりグレーに変わっていたロビンソンは始球式のボールをシンシナティ・レッズのジョニー・ベンチ捕手に投じ、これが彼の最後の雄姿となった。その9日後の24日、スタンフォードの自宅で死去。ロビンソンは亡くなる直前に自伝「I Never Had It Made」を書き上げた。

## 偉大な足跡
ロビンソンの死後、レイチェルは非営利財団「ジャッキー・ロビンソン財団」を創設。ロビンソンの活躍によりメジャーへの黒人選手受け入れを早める役割を果たし、ハンク・アーロンやウィリー・メイズ、サチェル・ペイジのメジャーデビューの足がかりとなった。MLBのみならず、人種差別問題そのものへ与えた影響も非常に大きい。カリーム・アブドゥル＝ジャバー、アーサー・アッシュ、ジム・ブラウンといった他のスポーツの選手からも尊敬を集めている。
1987年にはMLBの新人王にあたるルーキー・オブ・ザ・イヤーに｢ジャッキー・ロビンソン賞｣という別名が付けられた。
ロビンソンのメジャーデビュー50年目にあたる1997年4月15日、ロビンソンの背番号42が全球団共通の永久欠番となった。同日、ドジャース対メッツ戦が行われたニューヨーク・メッツの本拠地シェイ・スタジアムで式典が行われ、マリアノ・リベラなどをはじめとした従来から背番号42をつけていた選手に限って引退まで使用することが許可され、現役中であれば途中移籍した場合での移籍先での着用も認められた（2013年にリベラが引退したことに伴い背番号42の現役選手はゼロになった）。1999年には、メジャーリーグベースボール・オールセンチュリー・チームの二塁手部門にロビンソンが1位で選出された。全球団共通の欠番となった理由としてはジャッキーのおかげで多くの人種がメジャーリーグに参入できたことと人類平等を表している。
2004年、MLBはジャッキーの初出場の日である4月15日を「ジャッキー・ロビンソン・デー」に制定。2007年以降はジャッキー・ロビンソン・デーでは希望する選手全員がジャッキー・ロビンソンの永久欠番である背番号42の付いたユニフォームを着用して試合するが、2009年以降はジャッキー・ロビンソン・デーでは全ての選手、コーチ、監督、審判が42番のユニフォームを着て試合に出場するようになった。
2013年4月12日、彼を題材とした伝記映画『42 〜世界を変えた男〜』が公開され、4月第2週（4月12～18日）の全米映画興行収入ランキングで初登場首位を飾り、野球映画史上最高のオープニング記録を打ち立てた。
2014年11月21日、カリフォルニア大学ロサンゼルス校 (UCLA)は、ロビンソンの名前を同校のスポーツ施設の総称に冠すると発表。ロビンソンは39年から41年まで同校に在籍し、野球だけでなくアメリカンフットボール、バスケットボール、陸上にも励んだ。2016年3月、UCLAでは全てのクラブで背番号「42」を永久欠番にした。

## 詳細情報

### 年度別打撃成績
| 年 度      | 球 団      | 試 合 | 打 席 | 打 数 | 得 点 | 安 打 | 二 塁 打 | 三 塁 打 | 本 塁 打 | 塁 打 | 打 点 | 盗 塁 | 盗 塁 死 | 犠 打 | 犠 飛 | 四 球 | 敬 遠 | 死 球 | 三 振 | 併 殺 打 | 打 率 | 出 塁 率 | 長 打 率 | O P S |
| ---------- | ---------- | ----- | ----- | ----- | ----- | ----- | -------- | -------- | -------- | ----- | ----- | ----- | -------- | ----- | ----- | ----- | ----- | ----- | ----- | -------- | ----- | -------- | -------- | ----- |
| 1947       | BRO        | 151   | 701   | 590   | 125   | 175   | 31       | 5        | 12       | 252   | 48    | 29    | --       | 28    | --    | 74    | --    | 9     | 36    | 5        | .297  | .383     | .427     | .810  |
| 1948       | BRO        | 147   | 646   | 574   | 108   | 170   | 38       | 8        | 12       | 260   | 85    | 22    | --       | 8     | --    | 57    | --    | 7     | 37    | 7        | .296  | .367     | .453     | .820  |
| 1949       | BRO        | 156   | 704   | 593   | 122   | 203   | 38       | 12       | 16       | 313   | 124   | 37    | --       | 17    | --    | 86    | --    | 8     | 27    | 22       | .342  | .432     | .528     | .960  |
| 1950       | BRO        | 144   | 613   | 518   | 99    | 170   | 39       | 4        | 14       | 259   | 81    | 12    | --       | 10    | --    | 80    | --    | 5     | 24    | 11       | .328  | .423     | .500     | .923  |
| 1951       | BRO        | 153   | 642   | 548   | 106   | 185   | 33       | 7        | 19       | 289   | 88    | 25    | 8        | 6     | --    | 79    | --    | 9     | 27    | 10       | .338  | .429     | .527     | .956  |
| 1952       | BRO        | 149   | 636   | 510   | 104   | 157   | 17       | 3        | 19       | 237   | 75    | 24    | 7        | 6     | --    | 106   | --    | 14    | 40    | 16       | .308  | .440     | .465     | .905  |
| 1953       | BRO        | 136   | 574   | 484   | 109   | 159   | 34       | 7        | 12       | 243   | 95    | 17    | 4        | 9     | --    | 74    | --    | 7     | 30    | 12       | .329  | .425     | .502     | .927  |
| 1954       | BRO        | 124   | 465   | 386   | 62    | 120   | 22       | 4        | 15       | 195   | 59    | 7     | 3        | 5     | 4     | 63    | --    | 7     | 20    | 13       | .311  | .413     | .505     | .918  |
| 1955       | BRO        | 105   | 390   | 317   | 51    | 81    | 6        | 2        | 8        | 115   | 36    | 12    | 3        | 6     | 3     | 61    | 5     | 3     | 18    | 8        | .256  | .378     | .363     | .741  |
| 1956       | BRO        | 117   | 431   | 357   | 61    | 98    | 15       | 2        | 10       | 147   | 43    | 12    | 5        | 9     | 2     | 60    | 2     | 3     | 32    | 9        | .275  | .382     | .412     | .794  |
| 通算：10年 | 通算：10年 | 1382  | 5802  | 4877  | 947   | 1518  | 273      | 54       | 137      | 2310  | 734   | 197   | 30       | 104   | 9     | 740   | 7     | 72    | 291   | 113      | .311  | .409     | .474     | .883  |

- 各年度の太字はリーグ最高

### タイトル
- 首位打者　1回：1949年
- 盗塁王　2回：1947年、1949年

### 表彰
- シーズンMVP　1回：1949年
- 新人王：1947年
- メジャーリーグベースボール・オールセンチュリー・チーム選出：1999年
- DHLホームタウン・ヒーローズ選出：2006年

### 記録
- MLBオールスターゲーム選出　6回：1949年 - 1954年